# Matsumoto slott
Matsumoto slott (松本城 Matsumoto-jō?) är en fästning i Matsumoto i Nagano prefektur i Japan. Byggnaden kallas också för Kråkborgen (烏城, karasujō) på grund av den svarta färgen. Matsumoto slott är  tillsammans med Himeji slott  och Kumamoto slott ett av Japans "tre berömda slott".
Kärntornet av trä byggdes mellan 1592 och 1614 och var starkt befäst. Slottet utvidgades med flera obefästa torn under Edo-perioden. Det fem våningar höga kärntornet är Japans äldsta i sitt slag.
Under Meijiperioden revs många slott i Japan men kärntornet på Matsumoto slott överlevde tack vare insatser från stadens myndigheter och lokala borgare. Slottet har renoverats vid flera tillfällen. Mellan 1950 och 1955 renoverades kärntornet och på 1990-talet renoverades murarna, vallgraven och portarna. Skadorna efter jordbävningen vid Tōhoku 2011 har också reparerats.